# Ravno Bučje (okręg zajeczarski)
Ravno Bučje (cyr. Равно Бучје) – wieś w Serbii, w okręgu zajeczarskim, w gminie Knjaževac. W 2011 roku liczyła 15 mieszkańców.